# 安房国札三十四観音霊場
安房国札三十四観音霊場（あわくにふださんじゅうよんかんのんれいじょう）は、千葉県南部にある37の寺院（番外4つを含む）からなる観音霊場である。

## 概要
鎌倉時代に開創の霊場である。各寺院は旧安房国である現在の館山市、鴨川市、南房総市及び安房郡鋸南町に位置する。
一番札所は坂東三十三箇所の結願寺でもある那古寺である。札所によっては無人の所もある。
丑歳に本開帳（大開帳）、午歳に中開帳が行われる。ただし令和3年（2021年）に開催予定だった丑歳本御開帳は新型コロナウイルス感染症の影響で1年遅れで開催されることになった。

## 市町別の寺院数
| 市町         | 寺院数 | 地区                                                                                      |
| ------------ | ------ | ----------------------------------------------------------------------------------------- |
| 館山市       | 10     | 館山地区(1)、北条地区(1)、那古地区(2)、船形地区(1)、西岬地区(1)、神戸地区(1)、豊房地区(3) |
| 鴨川市       | 4      | 鴨川地区(1)、主基地区(1)、大山地区(1)、天津地区(1)                                        |
| 南房総市     | 15     | 富山地区(3)、富浦地区(2)、三芳地区(5)、和田地区(1)、丸山地区(2)、千倉地区(2)              |
| 安房郡鋸南町 | 8      | 保田地区(3)、勝山地区(3)、佐久間地区(2)                                                   |

## 安房国札三十四観音霊場の一覧
| 番   | 山号             | 寺号             | 寺号の読み           | 札所本尊                 | 宗派           | 所在地                     | 地区       |
| ---- | ---------------- | ---------------- | -------------------- | ------------------------ | -------------- | -------------------------- | ---------- |
| 1    | 補陀洛山         | 那古寺           | なごじ               | 千手観世音菩薩           | 真言宗智山派   | 千葉県館山市那古           | 那古地区   |
| 2    | 潮音山           | 新御堂           | にいみどう           | 聖観世音菩薩             | 真言宗智山派   | 千葉県館山市亀ケ原         | 那古地区   |
| 3    | 船形山           | 崖観音（大福寺） | がけかんのん         | 十一面観世音菩薩         | 真言宗智山派   | 千葉県館山市船形           | 船形地区   |
| 4    | 岩峰山           | 真勝寺           | しんしょうじ         | 如意輪観世音菩薩         | 真言宗智山派   | 千葉県南房総市富浦町青木   | 富浦地区   |
| 5    | 海恵山           | 興禅寺           | こうぜんじ           | 十一面観世音菩薩         | 臨済宗円覚寺派 | 千葉県南房総市富浦町原岡   | 富浦地区   |
| 6    | 海光山           | 長谷寺           | はせでら             | 十一面観世音菩薩         | 臨済宗建長寺派 | 千葉県安房郡鋸南町勝山     | 勝山地区   |
| 7    | 瑞雲山           | 天寧寺           | てんねいじ           | 千手観世音菩薩           | 臨済宗建長寺派 | 千葉県安房郡鋸南町下佐久間 | 勝山地区   |
| 8    | 乾坤山           | 日本寺           | にほんじ             | 十一面千手観世音菩薩     | 曹洞宗         | 千葉県安房郡鋸南町元名     | 保田地区   |
| 9    | 鹿峰山           | 信福寺           | しんぶくじ           | 如意輪観世音菩薩         | 曹洞宗         | 千葉県安房郡鋸南町大帷子   | 保田地区   |
| 10   | 金清山           | 往生寺           | おうじょうじ         | 聖観世音菩薩             | 真言宗智山派   | 千葉県安房郡鋸南町上佐久間 | 佐久間地区 |
| 11   | 奇雲山           | 金銅寺           | こんどうじ           | 聖観世音菩薩             | 真言宗智山派   | 千葉県安房郡鋸南町上佐久間 | 佐久間地区 |
| 12   | 富山             | 福満寺           | ふくまんじ           | 十一面観世音菩薩         | 真言宗智山派   | 千葉県南房総市合戸         | 富山地区   |
| 13   | 鳥数山           | 長谷寺           | ちょうこくじ         | 十一面観世音菩薩         | 真言宗智山派   | 千葉県南房総市下滝田       | 三芳地区   |
| 14   | 朝日山           | 神照寺           | しんしょうじ         | 十一面観世音菩薩         | 曹洞宗         | 千葉県南房総市平久里中     | 富山地区   |
| 15   | 大嶺山           | 高照寺           | こうしょうじ         | 十一面観世音菩薩         | 曹洞宗         | 千葉県南房総市山田         | 富山地区   |
| 16   | -                | 石間寺           | せきがんじ           | 十一面観世音菩薩         | 真言宗智山派   | 千葉県鴨川市下小原         | 主基地区   |
| 17   | 千光山           | 清澄寺           | せいちょうじ         | 十一面観世音菩薩         | 日蓮宗         | 千葉県鴨川市清澄           | 天津地区   |
| 18   | -                | 石見堂           | いしみどう           | 如意輪観世音菩薩         | 真言宗智山派   | 千葉県鴨川市磯村           | 鴨川地区   |
| 19   | 補陀落山         | 普門寺           | ふもんじ             | 聖観世音菩薩             | 日蓮宗         | 千葉県南房総市和田町中三原 | 和田地区   |
| 20   | 長安山           | 石堂寺           | いしどうじ           | 十一面観世音菩薩         | 天台宗         | 千葉県南房総市石堂         | 丸山地区   |
| 21   | 長楽山           | 智光寺           | ちこうじ             | 千手観世音菩薩           | 真言宗智山派   | 千葉県南房総市山名         | 三芳地区   |
| 22   | 道場山護穀寺     | 勧修院           | かんしゅういん       | 千手観世音菩薩           | 真言宗智山派   | 千葉県南房総市上堀         | 三芳地区   |
| 23   | 金剛山           | 宝珠院           | ほうじゅいん         | 十一面観世音菩薩         | 真言宗智山派   | 千葉県南房総市府中         | 三芳地区   |
| 24   | 平尾山           | 延命寺           | えんめいじ           | 十一面観世音菩薩         | 曹洞宗         | 千葉県南房総市本織         | 三芳地区   |
| 25   | 高倉山           | 真野寺           | まのじ               | 千手観世音菩薩           | 真言宗智山派   | 千葉県南房総市久保         | 丸山地区   |
| 26   | 檀特山           | 小松寺           | こまつじ             | 聖観世音菩薩             | 真言宗智山派   | 千葉県南房総市千倉町大貫   | 千倉地区   |
| 27   | 中嶋山           | 住吉寺           | すみよしじ           | 正観世音菩薩             | 真言宗智山派   | 千葉県南房総市千倉町南朝夷 | 千倉地区   |
| 28   | 福聚山           | 松野尾寺         | まつのおじ           | 聖観世音菩薩             | 真言宗智山派   | 千葉県館山市神余           | 豊房地区   |
| 29   | 金剛山           | 金蓮院           | こんれんいん         | 十一面観世音菩薩         | 真言宗智山派   | 千葉県館山市犬石           | 神戸地区   |
| 30   | 妙法山           | 養老寺           | ようろうじ           | 十一面観世音菩薩         | 真言宗智山派   | 千葉県館山市洲崎           | 西岬地区   |
| 31   | 普門山           | 長福寺           | ちょうふくじ         | 千手観世音菩薩           | 真言宗智山派   | 千葉県館山市館山           | 館山地区   |
| 32   | 金剛山           | 小網寺           | こあみじ             | 聖観世音菩薩             | 真言宗智山派   | 千葉県館山市出野尾         | 豊房地区   |
| 33   | 杉本山           | 観音院           | かんのんいん         | 聖観世音菩薩             | 真言宗智山派   | 千葉県館山市西長田         | 豊房地区   |
| 34   | 高倉山（大山寺） | 滝本堂           | たきもとどう         | 千手観世音菩薩           | 真言宗         | 千葉県鴨川市平塚           | 大山地区   |
| 番外 | -                | 震災観音堂       | しんさいかんのんどう | 佐渡渡来丈六大観世音菩薩 | 曹洞宗         | 千葉県館山市北条           | 北条地区   |
| 番外 | 福聚山           | 観音寺           | かんのんじ           | 聖観世音菩薩             | 曹洞宗         | 千葉県安房郡鋸南町保田     | 保田地区   |
| 番外 | 大黒山           | 水月堂           | すいげつどう         | 千手観世音菩薩           | -              | 千葉県安房郡鋸南町勝山     | 勝山地区   |